# Monodelphis dimidiata

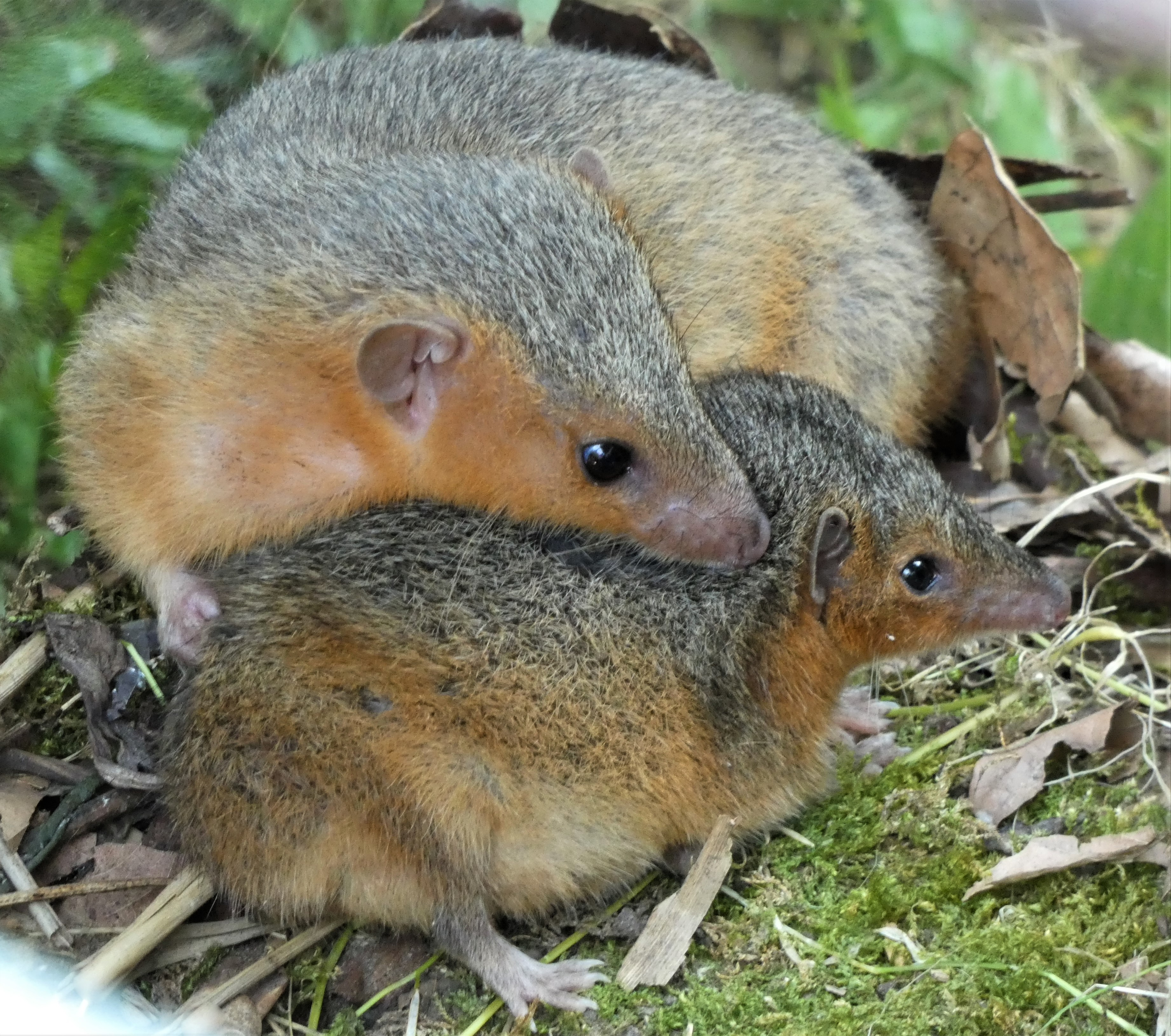
Comadrejas coloradas registradas en Uruguay

El colicorto meridional o pampeano (Monodelphis dimidiata) es una especie de marsupial didelfimorfo de la familia Didelphidae propia de Sudamérica; se halla en Argentina, Brasil y Uruguay.